# NRK

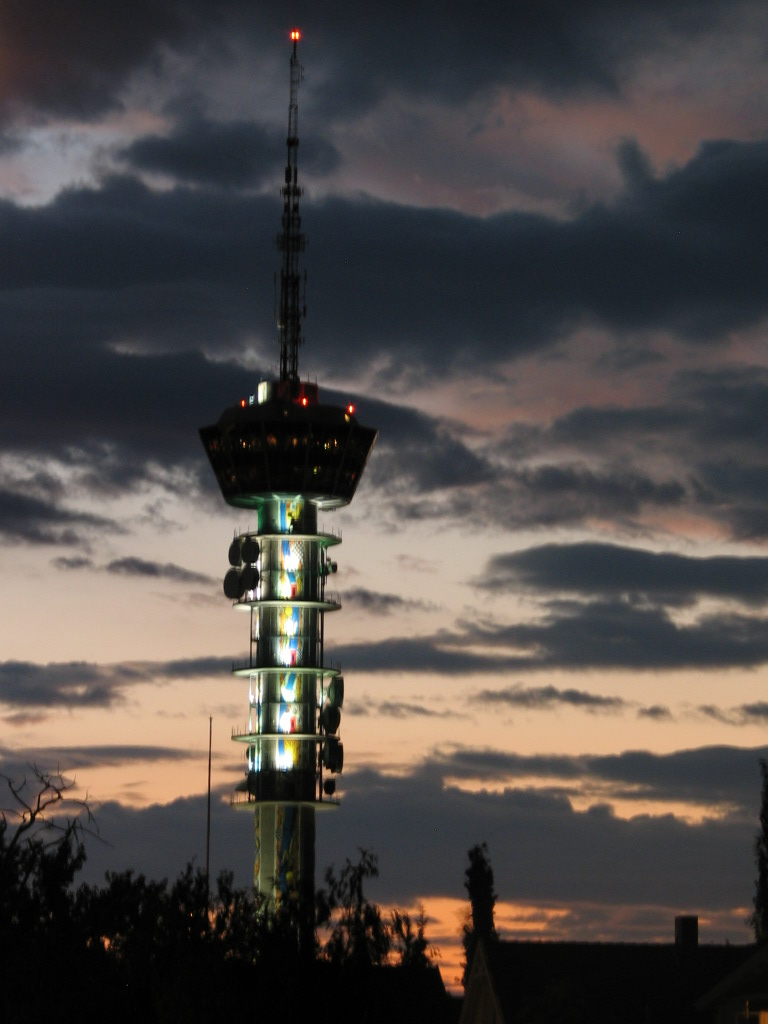
Телевізійна вежа NRK

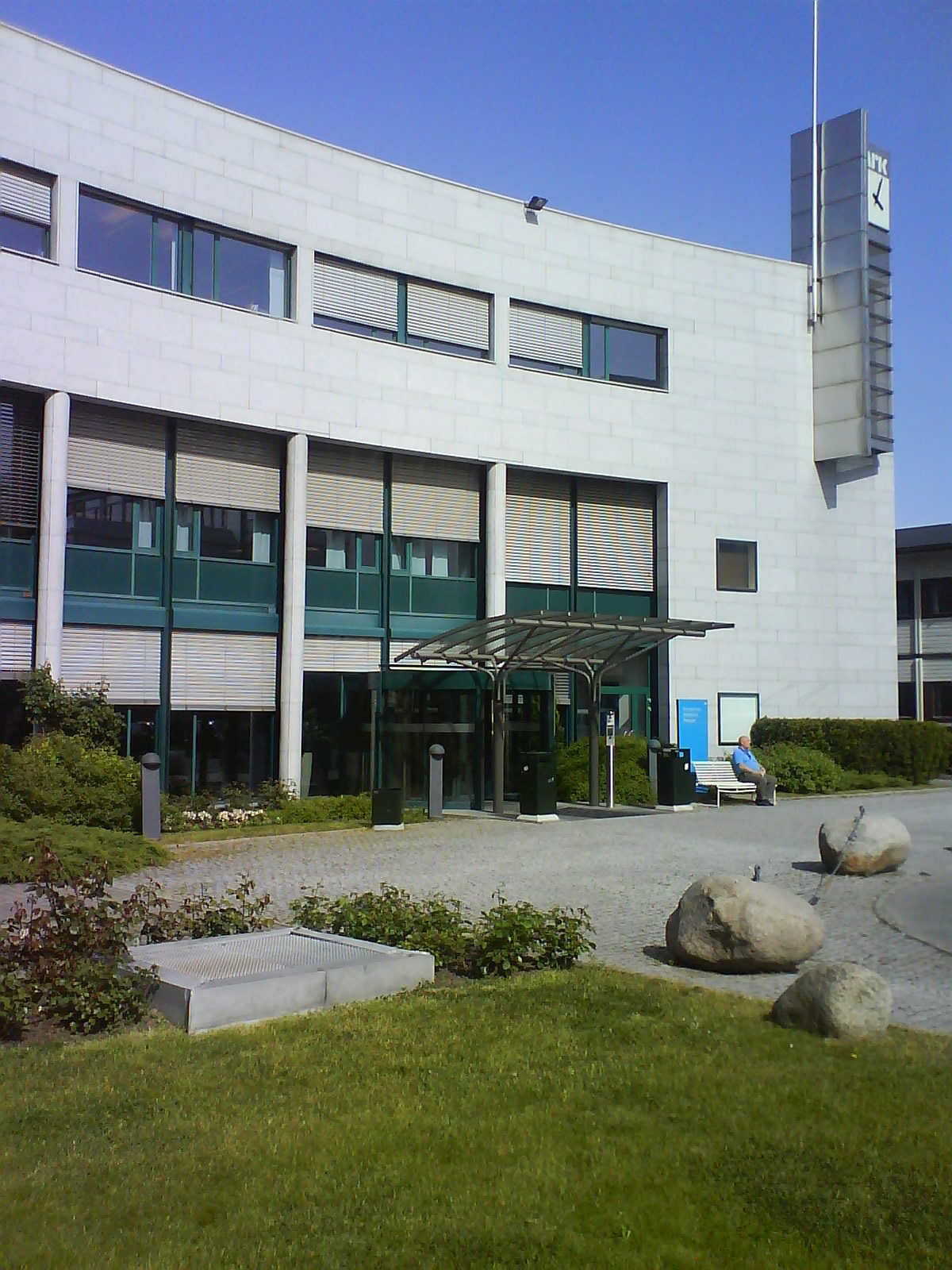
Вхід в штаб-квартиру NRK

Norsk Rikskringkasting або  NRK (з норв. «Норвезька мовленєва корпорація») — норвезька національна громадська телерадіомовна організація.

## Історія

### Період монополії (1925—1992)
У 1925 році була створена приватна радіокомпанія «Мовна станція» (Kringkastningselskape), яка запустила на довгих хвилях однойменний радіоканал. У 1933 році вона була націоналізована і перейменована в NRK, в 1954 році NRK на метрових хвилях також запустив телеканал NRK Fjernsynet («Телебачення NRK»). У 1975 році телеканал NRK Fjernsynet став мовити у стандарті PAL. У 1984 році NRK на довгих хвилях на загальній частоті з радіостанцією NRK, а також на ультракоротких хвилях запустила радіостанцію NRK P2, радіоканал NRK став називатися NRK P1, в 1993 році — на ультракоротких хвилях радіостанцію NRK P3.

### Період після скасування монополії (з 1992 року)
У 1992 році NRK позбулася монополії на телебачення — був запущений комерційний телеканал TV 2. У 1996 році другий телеканал — NRK 2, NRK Fjernsynet став називатися NRK 1. 1 січня 2002 року міжнародна радіостанція Radio Norway International була закрита. 31 липня 2000 року NRK на ультракоротких хвилях запустила радіостанцію NRK mP3. 1 вересня 2007 року NRK запустив дублі всіх своїх телеканалів у стандарті DVB-T. 3 вересня 2007 року NRK через супутникове телебачення запустив телеканал NRK 3. 30 листопада 2009 року припинили мовлення дублі всіх телеканалів NRK в стандарті PAL.

## Телеканали і радіостанції

### Телеканали
- NRK1
- NRK2
- NRK3/ NRK Super
- NRK Norway

Доступні через ефірне телебачення (цифрове (DVB-T) ДМВ, раніше — аналогове (PAL) на ДМВ та МВ), кабельне, супутникове телебачення і IPTV.

### Радіостанції
- NRK P1 — загальна, має регіональні вставки
  - NRK Hedmark og Oppland
  - NRK Hordaland
  - NRK Møre og Romsdal
  - NRK Nordland
  - NRK Rogaland
  - NRK Sogn og Fjordane
  - NRK Sørlandet
  - NRK Troms og Finnmark
  - NRK Trøndelag
  - NRK Østafjells
  - NRK Østfold
  - NRK Østlandssendingen
- NRK P2 — культура
- NRK P3 — молодіжна
- NRK mP3

Доступні через ефірне радіомовлення (цифрове (DAB)  і аналогове на FM частотах (УКХ CCIR)) і  в інтернеті.

### Цифрові радіостанції
- NRK Alltid nyheter — інформаційна радіостанція
- NRK Folkemusikk
- NRK Jazz
- NRK Sport
- NRK Super
- NRK P3 Urørt
- NRK Sámi Radio
- NRK P13
- NRK Klassisk
- NRK P1+

Доступні через ефірне радіомовлення (цифрове (DAB) на МВ, NRK Sámi Radio також через аналогове на FM) і інтернет.

## Управління та структура
Управління NRK здійснює Рада директорів NRK (NRKs styre) і начальник мовлення (kringkastingssjefer), який призначається Статсродом. Контроль за дотриманням закону про ЗМІ мовленєва рада (kringkastingsrådet), яка призначається Стортинґом. Компанія є одним із засновників Європейської Мовної Спільки.
Мовлення веде в основному норвезькому мовою. Є підрозділ NRK Sápmi, який веде мовлення на саамомовні регіони Норвегії (норвезькою, північносаамською, лулі-саамською і південоносаамською мовами). Що очолюється Саамською програмною радою (Samisk programråd), яка обирається саметингом (екстериторіальним саамським представницьким органом).